# Jim Marshall
James Charles Marshall, OBE (29. juli 1923 – 5. april 2012) kendt som The Father of Loud eller The Lord of Loud, var en engelsk forretningsmand og pioner indenfor guitarforstærkere. Hans firma, Marshall Amplification, har skabt udstyr brugt af nogle af de største navne indenfor rock.
I 1960 åbnede han en trommebutik i London. Her gav han trommeundervisning, og hans elever kom nogle gange sammen med deres guitarister, bl.a. Pete Townshend og Ritchie Blackmore. Guitaristerne syntes at Marshall skulle udvide sit sortiment til også at omfatte guitarer og forstærkere. I starten var han skeptisk, men endte med at følge opfordringen.

## Produktion af forstærkere
Nogle af guitaristerne, der handlede i Jim Marshalls butik, begyndte at fortælle om, hvordan der ikke var nogen forstærkere, som producerede den lyd de ville have. Hverken Marshall eller hans reperatør vidste noget om forstærkerdesign, så Dudley Craven, der arbejdede for EMI, blev ansat til at udforme den forstærker guitaristerne ønskede.. I 1962, da de første fem prototyper var blevet kasseret, lykkedes det at designe en forstærker Marhshall var tilfreds med. Det samme var guitaristerne – den første dag blev der bestilt 23 forstærkere. Blandt køberne var Blackmore, Townshend og Big Jim Sullivan.
Eric Clapton plejede at øve i Marshalls musikbutik, og han spurgte Marshall , om han kunne lave en combo-forstærker, der var lettere at transportere. Dette resulterede i Bluesbreaker-forstærkeren.
En anden guitarist, der besøgte Jim Marshalls butik, var Jimi Hendrix, som havde hørt forstærkeren på Ronnie Scott's Jazz Club. Da Hendrix kom ind i butikken, var det første han sagde, at han skulle bruge Marshall-forstærkere. Først troede Marshall, at hans besøgende var en af de guitarister, der ville have noget uden at betale. Han tog dog fejl, for Hendrix ville betale fuld pris for forstærkerne; hans eneste krav var verdensomspædende service.

## Reference
1. 1 2 3 4  "Premierguitar, Interview med Jim Marshall". Arkiveret fra originalen 13. december 2010. Hentet 5. april 2012.

## Ekstern henvisning
- Jim Marshall, 88, Maker of Famed Fuzzy Amplifiers, Is Dead – NYTimes.com